# Ann Beattie
Ann Beattie (Washington DC, 8 de setembre de 1947) és una novel·lista i escriptora de relats breus estatunidenca. Les seves obres han estat comparades amb les d'altres autors, com: Alice Adams, J.D. Salinger, John Cheever o John Updike.

## Vida professional
Beattie va néixer a Washington DC i va créixer al barri de Chevy Chase. Va començar a despuntar i a guanyar notorietat al món de l'escriptura a principis dels anys 70 escrivint relats breus, i va començar a publicar en diverses revistes de prestigi com The Western Humanities Review, Ninth Letter, Atlantic Monthly i The New Yorker. Els crítics l'elogiaven per la seva escriptura entusiasta i per l'àcid sentit de l'humor i ironia de les seves narracions, que reflectien la desil·lusió de la classe mitjana-alta de la generació de joves que havien crescut en els 60. El 1976 va publicar el primer llibre recollint aquests relats. L'obra es va titular Distortions, També va publicar la seva primera novel·la Chilly Scenes of Winter, que més tard es va adaptar al cinema.
Durant molts anys ha fet classes a Harvard, a la Universitat de Connecticut i a la Universitat de Virgínia, on Beattie ocupa l'Edgar Allan Poe Chair del Departament d'Anglés i Escriptura Creativa.
El 2005 va guanyar el premi Rea de conte, en reconeixement de la seva dilatada carrera en el gènere de la literatura breu.

## Obra publicada

### Literatura infantil i juventil
- Spectacles (1985); ISBN 0-89480-926-1

### Reculls de contes
- Distortions (1976); ISBN 0-679-73235-7
- Secrets and Surprises (1978); ISBN 0-679-73193-8
- The Burning House (1982); ISBN 0-679-76500-X
- What Was Mine (1991); ISBN 0-517-10541-1
- Where You’ll Find Me and Other Stories (1986); ISBN 0-7432-2678-X
- Park City (1998); ISBN 0-679-78133-1
- Perfect Recall (2000); ISBN 0-7432-1170-7
- Follies: New Stories (2005); ISBN 0-7432-6962-4
- The New Yorker Stories (2011); ISBN 1-4391-6875-X
- The State We're In: Maine Stories (2015) ISBN 978-1501107818
- The Accomplished Guest (2017) ISBN 978-1-5011-1138-9

### Novel·les
- Chilly Scenes of Winter (1976)
- Falling In Place (1981); ISBN 0-679-73192-X
- Love Always (1986); ISBN 0-394-74418-7
- Picturing Will (1989); ISBN 0-517-08094-X
- Another You (1995); ISBN 0-517-17386-7
- My Life, Starring Dara Falcon (1997); ISBN 0-517-28919-9
- The Doctor's House (2002); ISBN 0-7432-3501-0
- Mrs. Nixon: A Novelist Imagines A Life (2011)

### Novel·la curta
- Walks With Men (2010); ISBN 1-4391-6869-5

## Premis
El 1992 se li va concedir un premi de l'Acadèmia Americana de les Arts i les Lletres i el premi PEN/Malamud de relats breus.